# Kinzig (Hesse)
Pour les articles homonymes, voir Kinzig.
La Kinzig est une rivière allemande du land de Hesse et un affluent du Main, qu'elle rejoint à Hanau, donc un sous-affluent du Rhin.

## Géographie

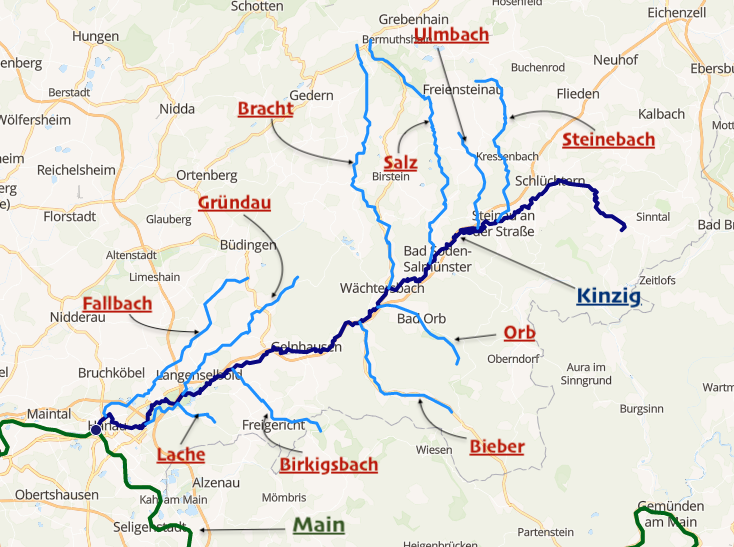
Le bassin de la Kinzig avec ses affluents de plus de 10km.

La longueur de son cours d'eau est de 86 km.

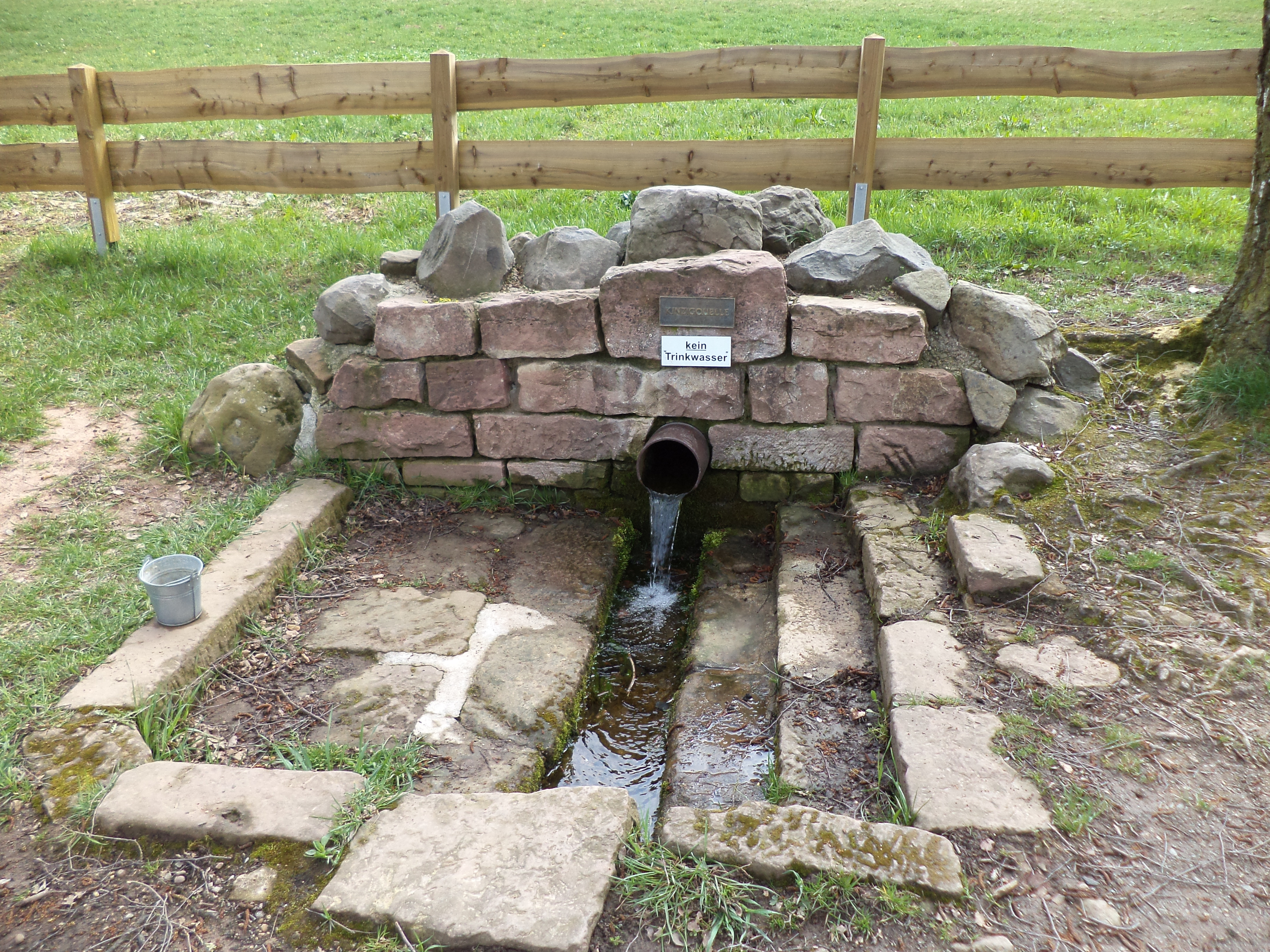
La source de la Kinzig à Sterbfritz.